# Новоселівка (Сімферопольський район)
Новосе́лівка (крим. Novoselivka) — село Сімферопольського району Автономної Республіки Крим.
Відстань до райцентру становить понад 29 км і проходить автошляхом Т 0106.